# Рокас, Альберт
Альберт Рокас Комас (исп. Albert Rocas Comas, родился 16 июня 1982 года в Палафружеле) — испанский гандболист, правый крайний команды «Сьюдад де Логроньо», чемпион мира 2005 года и бронзовый призёр Олимпийских игр 2008 года в составе национальной сборной Испании.

## Биография
Альберт начал играть в гандбол ещё в школе, дебютировав в возрасте 15 лет за основной состав «Граноллерс». С 2000 года представлял «Вальядолид», выиграв в 2003 году Кубок ASOBAL. С 2003 года играл за баскскую команду «Портленд» из Сан-Антонио, с которой выиграл Кубок обладателей кубков в 2004 году, чемпионат Испании в 2005 году и Суперкубок Испании в 2006 году. С 2007 по 2013 годы играл за «Барселону», с каталонцами в 2011, 2012 и 2013 годах выиграл чемпионат Испании, а в 2011 году — Лигу чемпионов. В сезоне 2013/2014 играл за датский «Кольдинг», с которым выиграл чемпионат Дании, с лета 2014 года выступает в испанском чемпионате за «Сьюдад де Логроньо».
Рокас сыграл 162 игры за сборную Испании, забив 555 голов. Является чемпионом мира 2005 и 2013 годов, вице-чемпионом Европы 2006 года, бронзовым призёром чемпионата Европы 2014 года, чемпионата мира 2011 года и Олимпийских игр 2008 года (попал на Олимпиаде в Пекине в сборную всех звёзд).